# Alive and Kicking (организация)
Alive and Kicking — компания по производству мячей, организация социального предпринимательства. Головной офис расположен в Лондоне, производство сосредоточено в Замбии, Кении и Гане.

## История
Компания основана в 2004 году кавалером Ордена Британской империи Джимом Коганом с помощью гранта фонда Business Linkages Challenges. Первая мастерская по производству мячей была открыта в Найроби, Кения. По плану Когана, когда производство вышло на самоокупаемость, компания начала снабжать мячами беднейшие слои африканского населения. В 2005 году УЕФА поддержала начинания Alive and Kicking, заказав 81 тысячу мячей, которые позже были отданы на благотворительность. Через два года фирма начала работу в Замбии. В 2008 году ещё одно производство было открыто в Веллингтоне, ЮАР, но было закрыто через год. С момента основания Alive and Kicking пожертвовала более 100 тысяч мячей. Компания предоставила около 140 рабочих мест и помимо основной деятельности помогает организовывать бесплатные тесты на ВИЧ.
Журнал Businessweek поставил мячи производства Alive and Kicking на третье место в списке «товаров, которые могут изменить мир». The Guardian отметила компанию за предоставление рабочих мест инвалидам. Дважды (2008, 2009) компания признавалась «лучшим социальным предприятием Африки». В 2012 году английский футболист Майка Ричардс объявил себя послом организации.